# Antonio Dugnani
Antonio Dugnani (ur. 8 czerwca 1748 w Mediolanie, zm. 19 października 1818 w Rzymie) – włoski kardynał.

## Życiorys
Urodził się 8 czerwca 1748 roku w Mediolanie, jako syn Carla Dugnaniego i Giuseppy Dati. Studiował na Uniwersytecie Pawijskim, gdzie uzyskał doktorat utroque iure. Po przybyciu do Rzymu został szambelanem Jego Świątobliwości i referendarzem Najwyższego Trybunału Sygnatury Apostolskiej. 21 września 1771 roku przyjął święcenia kapłańskie. 11 kwietnia 1785 roku został wybrany tytularnym arcybiskupem Rodos, a 12 czerwca przyjął sakrę. Sześć dni później został nuncjuszem we Francji.
W przeciągu kilku lat wybuchła rewolucja francuska, a w 1789 roku Dugnani otrzymał od Ludwika XVI szkic Konstytucji cywilnej kleru. Odmówił jednak załączenia komentarza do domkumentu, tylko przesłał go do Rzymu,a francuskim biskupom doradził by pozostali wierni Stolicy Piotrowej. Podobne zalecenia wydał członkom Zgromadzenia Narodowego, zdając sobie jednak sprawę, że całkowite odrzucenie Konstytucji cywilnej kleru, może doprowadzić do schizmy. Około 1790 roku we Francji wzrosła niechęć do Rzymu i nuncjusz poinformował sekretarza stanu Francesca Saverio de Zeladę, że w społeczeństwie panuje przekonanie, iż Pius VI chce dokonać zbrojnej interwencji, by zdławić rewolucję. Jesienią tego roku francuskie duchowieństwa opublikowało dokument Exposition des prmncipes sur la constitution civile du clergé, odcinający się do Konstytucji cywilnej kleru, a pół roku później potępił ją papież. Spotkało się to z zamieszkami, pośród których dokonano m.in. spalenia kukły papieskiej, z napisem wojna domowa na piersi. Dugnani zażądał od sekretarza spraw zagranicznych Armanda Marca de Montmorina zadośćuczynienia, co jednak nie nastąpiło. Wiosną 1791 roku nuncjusz powrócił do Włoch, oczekując w Mediolanie instrukcji od papieża i był gotowy powrócić do Francji by kontynuować posługę dyplomatyczną. Jednakże okazało się to niemożliwe, zwłaszcza po wybuchu wojny w 1792 roku, wobec czego Dugnani powrócił do Rzymu.
21 lutego 1794 roku został kreowany kardynałem prezbiterem i otrzymał kościół tytularny San Giovanni a Porta Latina. W tym samym roku został legatem w Romanii, a rok później – kamerlingiem Kolegium Kardynałów. Gdy na mocy traktatu z Tolentino powstała Republika Cispadańska, opuścił legację w Romanii i udał się do Mediolanu. W 1804 roku został proprefektem Kongregacji Rozkrzewiania Wiary i pełnił tę funkcję przez rok. Gdy w połowie pierwszej dekady XVIII wieku stosunki pomiędzy Stolicą Piotrową a Republiką Francuską uległy pogorszeniu, Dugnani, wraz z Giuseppe Dorią Pamphilim, Fabrizio Ruffą i Aurelio Roverellą nakłaniał Piusa VII do bardziej koncyliacyjnej postawy wobec Napoleona.
3 sierpnia 1807 roku został podniesiony do rangi kardynała biskupa i otrzymał diecezję suburbikarną Albano. W 1808 roku został aresztowany i deportowany najpierw do Mediolanu, a rok później do Paryża. Udało mu się nie wziąć udziału w ślubie cesarza z Marią Ludwiką i nie ponieść za to kary. Stało się tak, gdyż przedstawił zaświadczenie zdrowotne, dzięki któremu został zwolniony z obowiązku uczestnictwa w ceremonii (jednak Napoleon zinterpretował wyrok sądu jakoby Dugnani był zwolennikiem ślubu). Po przywróceniu papiestwa w 1814 roku wrócił do Rzymu. Z racji objęcia diecezji Porto-Santa Rufina został subdziekanem Kolegium Kardynalskiego. W 1817 roku został prefektem Trybunału Sygnatury Sprawiedliwości. Zmarł 19 października 1818 w Rzymie.